# Liste des monuments historiques de Herstappe
Cette page regroupe l'ensemble des monuments classés de la ville de Herstappe.
| Objet                                           | Statut du classement? | Année de construction/architecte | Section communale | Adresse        | Coordonnées                      | Numéro d'inventaire | Illustration                        |
| ----------------------------------------------- | --------------------- | -------------------------------- | ----------------- | -------------- | -------------------------------- | ------------------- | ----------------------------------- |
| (nl) Gebouwen van gesloten hoeve                |                       |                                  | Herstappe         | Dorpsstraat 22 | 50° 43′ 40″ nord, 5° 25′ 25″ est | 37088               | Téléverser                          |
| (nl) Gebouwen van gesloten hoeve                |                       |                                  | Herstappe         | Dorpsstraat 22 | 50° 43′ 40″ nord, 5° 25′ 25″ est | 37088               | Téléverser                          |
| (nl) Gesloten hoeve XVII B                      |                       |                                  | Herstappe         | Dorpsstraat 3  | 50° 43′ 33″ nord, 5° 25′ 38″ est | 37089               | Téléverser                          |
| (nl) Gesloten hoeve van 1782                    |                       |                                  | Herstappe         | Dorpsstraat 4  | 50° 43′ 35″ nord, 5° 25′ 39″ est | 37090               | Téléverser                          |
| (nl) Gemeentehuis en gemeenteschool             |                       |                                  | Herstappe         | Dorpsstraat 5  | 50° 43′ 35″ nord, 5° 25′ 33″ est | 37091               | Téléverser                          |
| (nl) Gesloten hoeve van 1864                    |                       |                                  | Herstappe         | Dorpsstraat 6  | 50° 43′ 35″ nord, 5° 25′ 36″ est | 37092               | Téléverser                          |
| (nl) Tolhuis (voormalig)                        |                       |                                  | Herstappe         | Dorpsstraat 10 | 50° 43′ 36″ nord, 5° 25′ 34″ est | 37093               | Téléverser                          |
| (nl) Hoeve met losstaande bestanddelen          |                       |                                  | Herstappe         | Dorpsstraat 21 | 50° 43′ 36″ nord, 5° 25′ 24″ est | 37094               | Téléverser                          |
| (nl) Parochiekerk Sint-Jan-de-Doper             | OL002104              |                                  | Herstappe         | Kerkstraat     | 50° 43′ 37″ nord, 5° 25′ 38″ est | 37095               | (nl) Parochiekerk Sint-Jan-de-Doper |
| (nl) Gebouwen van gesloten hoeve uit midden XIX |                       |                                  | Herstappe         | Kerkstraat 3   | 50° 43′ 38″ nord, 5° 25′ 36″ est | 37096               | Téléverser                          |